# Enchytraeidae
Famille
Les Enchytraeidae sont une famille d'Annélides oligochètes.

Ce sont des vers de terre translucides ou blancs, très petits voire minuscules, parfois presque invisibles.
De tous les enchytréides, l'espèce la plus connue est sans doute le ver « Grindal » (Enchytraeus buchholzi), commercialement élevée pour l'alimentation des poissons d'aquarium.

## Habitats
Les Enchytraeidae sont relativement ubiquistes. Ils vivent notamment :
- dans les sols et milieux oligotrophes ou acides et riches en matière organique (tourbières acides, sols paratourbeux notamment), où, en tant que décomposeurs, ils suppléent les lombrics peu fréquents dans ces milieux[1]  ;
- dans les eaux marines, le sable du littoral ou d'estuaires.

Un cas particulier sont les vers du genre Mesenchytraeus (vers de glace) qui vivent dans les glaciers et meurent s'ils sont exposés à des températures  dépassant  de quelques degrés la température de congélation. D'autres espèces présentent des adaptations au froid (p. ex. Stercutus niveus qu'on trouve à des densités de plus de 1000 individus par mètre carré en plein hiver dans la litière forestière et dont les fluides corporels enrichi en glycérol résistent à une température de -15 °C (surfusion)).

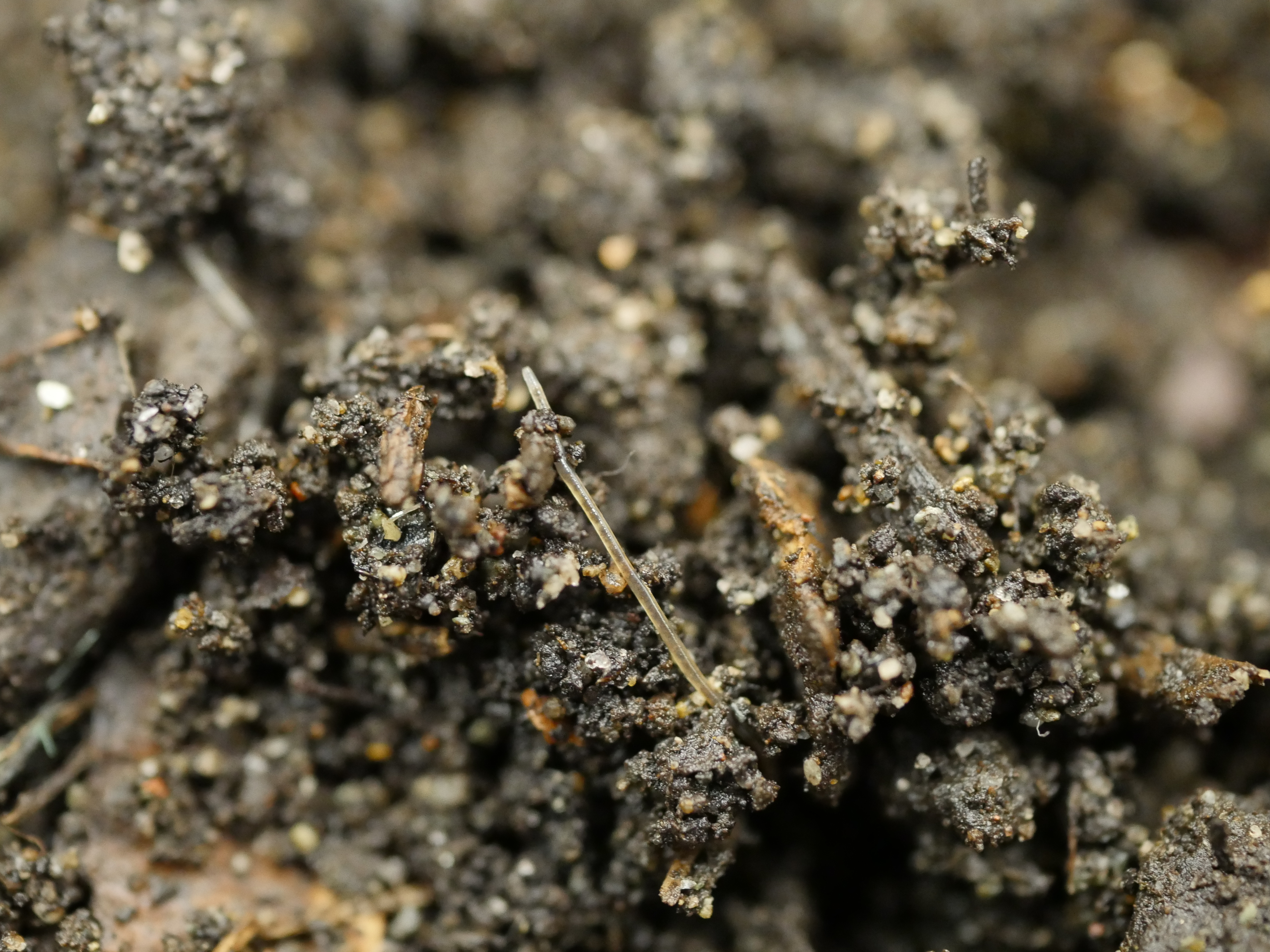

## Ecotoxicologie
Comme d'autres vers et organismes du sol, ils peuvent bioconcentrer certains toxiques (métaux lourds, plus facilement biodisponibles dans les sols acides et oligotrophes) et ainsi contribuer à la contamination du réseau trophique. Certaines espèces (p. ex. : Fridericia peregrinabunda), sensibles à la pollution du sol ont été proposées comme bioindicateur ou biotest de toxicité.

## Liste des genres
Selon NCBI (4 avr. 2011) :
- genre Bryodrilus
- genre Buchholzia
- genre Cernosvitoviella
- genre Cognettia
- genre Enchytraeus
- genre Enchytronia
- genre Fridericia
- genre Grania
- genre Haplotaxis
- genre Hemienchytraeus
- genre Hemifridericia
- genre Henlea
- genre Lumbricillus
- genre Marionina
- genre Mesenchytraeus
- genre Oconnorella
- genre Stephensoniella
- genre Stercutus

Selon World Register of Marine Species (4 avr. 2011) :
- genre Achaeta Vejdovský, 1878
- genre Cernosvitoviella Nielsen & Christensen, 1959
- genre Christensenidrilus Dózsa-Farkas & Convey, 1998
- genre Cognettia Nielsen & Christensen, 1959
- genre Enchytraeina Bülow, 1957
- genre Enchytraeus Henle, 1837
- genre Epitelphusa Drago, 1887
- genre Fridericia Michaelsen, 1889
- genre Grania Southern, 1913
- genre Hemifridericia Nielsen & Christensen, 1949
- genre Henlea Michaelsen, 1889
- genre Lumbricillus Ørsted, 1844
- genre Marionina Michaelsen in Pfeffer, 1890
- genre Mesenchytraeus Eisen, 1878
- genre Neoenchytraeus Eisen, 1878
- genre Randidrilus Coates & Erséus, 1985
- genre Stephensoniella Cernosvitov, 1934
- genre Archienchytraeus Eisen, 1878

Selon ITIS (4 avr. 2011) :
- genre Achaeta Vejdovsky, 1877
- genre Analycus Levinsen, 1883
- genre Aspidodrilus Baylis, 1914
- genre Bryodrilus Ude, 1892
- genre Bryohenlea Cernosvitov, 1934
- genre Buchholzia Michaelsen, 1887
- genre Cernosvitoviella Neilsen & Christensen, 1959
- genre Chirodrilus
- genre Cognettia Nielsen & Christensen, 1959
- genre Distichopus Leidy, 1882
- genre Enchylea Nielsen & Christensen, 1963
- genre Enchytraeus Henle, 1837
- genre Enchytronia Nielsen & Christensen, 1959
- genre Fridericia Michaelsen, 1889
- genre Grania Southern, 1913
- genre Guaranidrilus Cernosvitov, 1937
- genre Hemienchytraeus Cernosvitov, 1935
- genre Hemifridericia Nielsen & Christensen, 1949
- genre Henlea Michaelsen, 1889
- genre Lumbricillus Orsted, 1844
- genre Marionina Michaelsen, 1889
- genre Mesenchytraeus Eisen, 1878
- genre Pelmatodrilus Moore, 1943
- genre Propappus Michaelsen, 1905
- genre Stephensoniella Cernosvitov, 1934